# Летсие III
Летсие III (до коронации — Давид Мохато Беренг Сиисо; род. 17 июля 1963, Мория, Басутоленд) — 2-й и 4-й король Лесото в 1990—1995 годах и с 7 февраля 1996 года. Сын короля Мошвешве II (1938—1996). Из династии Сиисо.
Занял престол в 1990 году, после того, как под давлением армии его отец король Мошвешве II был вынужден покинуть страну. Его отец был восстановлен на престоле в 1995 году, но в январе 1996 года король погиб в автокатастрофе, а Летсие III снова стал королём. Поскольку он является конституционным монархом, большая часть его обязанностей как монарха Лесото носит церемониальный характер. В 2000 году он объявил ВИЧ/СПИД в Лесото стихийным бедствием, что вызвало немедленную реакцию на эпидемию на национальном и международном уровнях.

## Биография

### Образование
Получил образование в Соединенном Королевстве в колледже Амплфорт. После он продолжил обучение в Национальном университете Лесото, который окончил со степенью бакалавра искусств в области права. Затем он продолжил обучение в Бристольском университете (диплом правоведа, специализировался по английскому праву, 1986 год), Колледж Вулфсона, Кембридж (исследования развития, 1989 год) и Wye College (экономика сельского хозяйства). Летсие закончил учёбу в 1989 году, после чего вернулся в Лесото.
16 декабря 1989 года Летсие был назначен главным начальником района Масеру.

### Король Лесото (1990—1995)
В 1990 в результате конфликта с армией король Мошвешве II бежал из страны, и новым королём был провозглашён его сын Летсие III.
Следующий военный переворот произошёл в 1991 году, когда глава военной хунты Джастин Лекханья был отстранён и к власти пришёл генерал-майор Элиас Фисоана-Рамаэма, который держал власть до демократических выборов в 1993 году, на которых победила «Партия Конгресса Басутоленда» (ПКБ). Бывший король Мошвешве II смог вернуться из ссылки в качестве обычного гражданина. Король Летсие III пытался убедить правительство назначить своего отца Мошвешве II главой государства, но последнее отклонило притязания.
В августе 1994 года король Летсие III при поддержке военных совершил переворот и отстранил правительство ПКБ от власти. Новое правительство не получило полного международного признания. Лидеры соседних государств во главе с Нельсоном Манделой вызвали короля в Преторию и предъявили ему ультиматум, потребовав восстановить правительство в течение недели и пригрозив военной интервенцией. В итоге, страны-члены SADC провели переговоры и добились возврата правительства ПКБ при условии что король-отец возглавит страну.

### Гибель Мошвешве II и коронация Летсие III
В 1996 году после длительных переговоров партия ПКБ снова пришла к власти, а король вернулся в 1995 году, но в 1996  Мошвешве погиб в автомобильной катастрофе, и трон вернулся к его сыну Летсие III.
Коронация Летсие III состоялась 31 октября 1997 года на стадионе Сетсото. На церемонии коронации присутствовал принц Уэльский Чарльз.
В 1998 году Летсие III снова включился в политическую борьбу, фактически став на сторону оппозиции против правящей партии LCD. Король отчасти был ответственен за произошедшие беспорядки, в ходе которых центр столицы страны Масеру был разграблен мародёрами. Летсие III снова был вызван на переговоры с Нельсоном Манделой. В результате событий 1998 года политическая система была перестроена, а влияние короля на политику существенно уменьшилось, в большей мере соответствуя роли конституционного монарха.
1 декабря 2016 года в Риме генеральный директор ФАО Жозе Грациано да Силва назначил короля Летсие III новым специальным послом ФАО по вопросам питания.

## Семья
В 2000 году король Летсие III женился на Масенате Мохато Сиисо. У Летсие III две дочери и один сын:
- Королевское высочество принцесса Сенате Мохато Сиисо (род. 7 октября 2001 года)
- Королевское высочество принцесса Масейсо Мохато Сиисо[англ.] (род. 20 ноября 2004 года)
- Королевское высочество принц Леротоли Мохато Беренг Давид Сиисо (род. 18 апреля 2007 года).